# Tina K. Persson
Tina K. Persson, född 18 april 1962 i Ljungby församling, är en svensk poet och performancekonstnär, huvudsakligen verksam i Småland. Persson har även varit kulturskribent på Smålandsposten.